# ホンダ・シーモ
シーモ（CIIMO、思銘）は、東風本田汽車が製造・販売していたセダンである。

## 概要

### 年表
2012年4月22日
東風本田汽車初の自社開発車「CIIMO」を発表した。